# Faris Island
Faris Island – niezamieszkana wyspa w Zatoce Frobishera, w Archipelagu Arktycznym, w regionie Qikiqtaaluk, na terytorium Nunavut, w Kanadzie. W pobliżu Faris Island położone są wyspy: Aubrey Island, Beveridge Island, Bishop Island, Cairn Island, Coffin Island, Crimmins Island, Emerick Island, Gardiner Island, Hill Island, Kudlago Island, Long Island, Mair Island, McLaren Island, Monument Island, Ptarmigan Island, Qarsau Island, Sale Island, Sybil Island i Thompson Island.